# Kiárusítás (Így jártam anyátokkal)
A KIárusítás az Így jártam anyátokkal című televízió-sorozat harmadik évadának tizenkilencedik epizódja. Eredetileg 2008. május 12-én vetítették, míg Magyarországon 2009. január 5-én.
Ebben az epizódban Lily megpróbál egy kis plusz pénzt szerezni, ezért eladná a festményeit. Barney rájön, ki szabotálta csajozásait, és ezt felhasználja arra, hogy bemutasson Tednek.

## Cselekmény
Marshall és Lily megtudják, hogy 1500 dollárba kerülne megjavíttatni a lejtő padlót az új lakásukban. Marshall azt javasolja, adják el például a ruháit (és erre egy weboldalt is indított), de Lily erre nem hajlandó. Eszébe jut azonban, hogy a festményeit eladhatná. A kezdeti próbálkozások mind kudarcot vallanak, mert senkinek nem kell a kép, míg aztán egy meleg pár le nem csap rá az utcán. Később Lily meg akarja őket hívni egy rendezvényre, hogy még több képét megvegyék, de ekkor közlik vele, hogy nekik nem a festmény kellett, hanem az értékes ritka kerete. Még a festményét sem kaphatja vissza, mert azt kidobták.
Marshall és Ted elmennek hozzájuk, és a nyomokból megtalálják a képet egy közeli állatorvosnál. A doktor eleinte csak örült, hogy talált egy ingyenes szép képet, de aztán rájött, hogy a legtöbb állat-páciensére hipnotikus hatással van és megnyugtatja őket. Mivel szeretne még képeket, Lily elég pénzt gyűjt ahhoz, hogy a padlót meg tudják csináltatni.
Közben Barney még mindig szenved titkos rosszakarója tevékenykedésétől. Egy újabb pofáraesés után követni kezdi és megállítja, miután taxiba szállt: ő Abby, Stella recepciósa. Szerelmes volt Tedbe, és amikor egyéjszakás kalandja volt Barneyval, ő is csak kihasználta. Barney elpanaszolja neki, hogy Ted őt is kidobta, mire kölcsönösen szapulni kezdik Tedet és ismét a ágyban kötnek ki.
A tervük az, hogy kibabrálnak Teddel, megmutatva, milyen rémes alak, amikor kapcsolatban van. Eljátsszák, hogy együtt járnak, még össze is öltöznek a bárban (ahol Abby kvázi szerelmet vall Tednek). Tednek leesik, miről is van itt szó, de Barney tovább játssza a játékot, és megkéri Abby kezét – aki azt hiszi, hogy Barney komolyan gondolta, és elviharzik, hogy felhívja az anyját. Barney ebből a helyzetből megintcsak egy hazugsággal bújik ki: azt mondja, hogy Ted miatt nem házasodhatnak össze. Mert állítása szerint Ted még mindig szerelmes belé, és megkéri arra is, hogy hajnali 2-kor menjen el hozzá találkozni, ugyanis Ted sokáig dolgozik.

## Kontinuitás
- A kávézó, ahol Lily a festményeit árulja, ugyanaz, mint ahol Barney, Ted és Marshall ültek a "Swarley" című részben.
- Marshall a "Szingliszellem" és a "Kisfiúk" című részben is felkelti a melegek figyelmét.
- Marshall a "Most figyelj!" című részben is csinált már egy weboldalt.
- Lily és Marshall a "Beboszetesza" című részben vették az új lakást, és a "Nincs holnap" című részben derült ki számukra, hogy lejt a padló.
- Barney a "Tíz alkalom" című részben ültette fel Abbyt, és a "Selejtező" című részben kezdte el megkeseríteni az életét.

## Jövőbeli utalások
- Marshall "A szexmentes fogadós" című részben újabb weboldalt csinál, ami a többiek szerint már mániája.
- Ted először viseli a piros csizmát, amit szerinte és a melegek szerint is "tutira tudna hordani". "Az alteregók" és a "Nem sürgetlek" című részben az ízléstelensége ismét téma lesz.
- Zoey a "Blitz-adás" című részben megjegyzi, hogy ő is vett a festményekből.
- Ted csizmájának eredete, és hogy miért is vette meg, a "Reménytelen" című részben kerül kifejtésre.

## Érdekességek
- Az epizód elején a visszatekintésben Abbynek egyenes haja van. Ugyanebben a jelenetben a "Selejtező" című epizódban azonban göndör hajú. Ez azért lehetett így, mert azt Britney Spears nélkül vették fel, hogy ne jöjjön rá a közönség, ki volt az.
- Ugyancsak visszatekintésben a 2004-es Lilynek ugyanolyan haja van, mint a 2008-asnak, noha csak azóta ilyen a frizurája, mióta visszajött San Franciscóból.
- A melegek szerint Lily festménye egy eredeti Anton Kreitzer. Az illető Norm alteregója a Cheers egyik epizódjában.

## Vendégszereplők
- Britney Spears – Abby
- Larry Wilmore – Dr. Greer
- Matt Besser – utcai árus
- Todd Sherry – Lawrence
- Justin Alston – laza fekete srác
- Petrea Burchard – galérialátogató nő
- Steve Hasley – Walter
- Hallie Lambert – Kate
- Jennifer Lothrop – nő
- Johnny Palermo – kávézós

## Zene
- The Painter – I'm From Barcelona

## Fordítás
- Ez a szócikk részben vagy egészben  az   Everything Must Go (How I Met Your Mother) című angol Wikipédia-szócikk ezen változatának fordításán alapul.  Az eredeti cikk szerkesztőit annak laptörténete sorolja fel. Ez a jelzés csupán a megfogalmazás eredetét és a szerzői jogokat jelzi, nem szolgál a cikkben szereplő információk forrásmegjelöléseként.